# Església vella d'Ardenya
Església vella d'Ardenya és una obra romànica de la Riera de Gaià (Tarragonès) protegida com a Bé Cultural d'Interès Local.

## Descripció
L'església vella és un petit edifici en semi-runes, rectangular, fet amb maçoneria i carreus desiguals als angles.
Està coberta amb una volta de canó on resten vestigis del primitiu encofrat de canyes. A la nau, també, hi ha una fosa funerària, origen de tot un seguit de galeries que poden ésser de força interès arqueològic.
La porta principal té un arc de mig punt.
L'església és d'estil romànic popular. Al seu costat hi ha adossat als seus murs el petit cementiri primitiu del nucli d'Ardenya.

## Història
És molt necessària la restauració.